# アトレヴィダ級コルベット
アトレヴィダ級コルベット（スペイン語: Corbetas de la Clase Atrevida）は、スペイン海軍が運用していたコルベットの艦級。

## 概要
1・2番艦は、当初は満載排水量1,022トン、兵装は45口径105mm単装砲1基、37mm連装機銃1基、4連装20mm機銃2基、爆雷投射機×4基として完成したが、1番艦は1959年から1960年にかけて諸元表のように対潜戦改修を受けた。残る4隻は、当初からこの装備として完成している。3インチ砲は測距儀しか持たないが、40mm高角機銃は方位盤による偏差射撃が可能とされている。
「ディアナ」は、1971年にロタ海軍基地近くで座礁事故を起こしたことから、その損傷を修復せず、1973年にそのまま退役した。また「デスクビエルタ」も対潜戦改修を受けなかったことから、比較的早期に退役した。これらを除く4隻は、1979年から1980年にかけて、ジブラルタル海峡やカナリア諸島での警備にあたるための哨戒艦（Patrullero de Altura, PA）に種別変更された。これに伴い、対潜兵器は全て撤去され、かわって20mm単装機銃2基が搭載された。またレーダーやソナーも撤去されて、レーダーについては航海用のデッカ1226型2基が搭載された。PA改修艦についても、1990年代にセルビオーラ級哨戒艦により更新され、順次に運用を終了した。
| #           | 艦名                                                                       | 建造所     | 起工      | 竣工       | 退役   |
| ----------- | -------------------------------------------------------------------------- | ---------- | --------- | ---------- | ------ |
| F 61 → P 61 | アトレヴィダ Atrevida                                                      | カルタヘナ | 1950年6月 | 1954年8月  | 1992年 |
| F 51        | デスクビエルタ Descubierta                                                 | カルタヘナ | 1950年6月 | 1955年2月  | 1978年 |
| F 63        | ディアナ Diana                                                             | カルタヘナ | 1953年7月 | 1960年5月  | 1973年 |
| F 64 → P 64 | ノーティラス Nautilus                                                      | カディス   | 1953年7月 | 1959年12月 | 1991年 |
| F 62 → P 62 | プリンセサ Princesa                                                        | カルタヘナ | 1953年3月 | 1959年10月 | 1991年 |
| F 65 → P 65 | ビラ・デ・ビルバオ Villa de Bilbao ※「ファヴォリータ」（Favorita）より改名 | カディス   | 1953年3月 | 1960年7月  | 1991年 |